# نخستین سال‌های زندگی کیت میلر

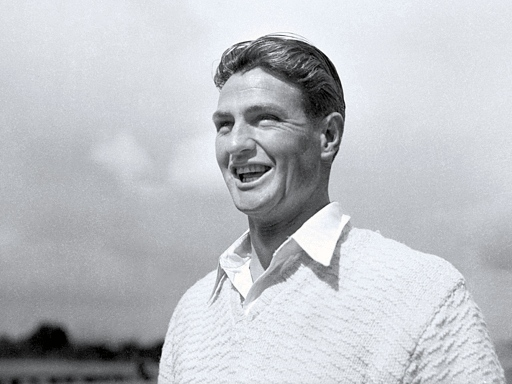
کیت میلر در اوایل دهه ۱۹۴۰

این مقاله شرح زندگی کیت میلر، بازیکن کریکت استرالیایی و فوتبالیست قوانین استرالیایی، از زمان تولد وی در ۲۸ نوامبر ۱۹۱۹ تا ۲۰ اوت ۱۹۴۰ است، هنگامی که او در طول جنگ جهانی دوم زندگی غیرنظامی را ترک کرد و به میلیشیا (ذخیره ارتش) پیوست. میلر در شهر سانشاین در حومه ملبورن متولد شد و ورزش را به عنوان کانون اصلی زندگی اولیه خود قرار داد. میلر که کوچکترین فرزند از چهار فرزند اسکاتلندی‌تبار بود، به خواهران و برادران خود پیوست و پدرشان عاشق ورزش شد و در زمستان فوتبال بازی کرد و در تابستان کریکت. پدر میلر — یک مهندس و یک ورزش دوست — بر اهمیت تکنیک بر قدرت تأکید کرد. میلر از آنجایی که در دوران کودکی از قد و قامت کوچکی برخوردار بود، سود می‌برد و نمی‌توانست به قدرت وحشیانه اعتماد کند. میلر آرزو داشت که یک اسب دوانی اسب دوانی شود، زیرا احساس می‌کرد هیکل لازم برای موفقیت در کریکت یا فوتبال را ندارد.
میلر تحصیلات متوسطه خود را در دبیرستان ملبورن فرا گرفت، جایی که معلم ریاضیات وی بیل وودفول کاپیتان کریکت استرالیا بود. وی دانش آموزی از نظر علمی ضعیف بود که از تحصیل غافل شد، اما در ورزش تبحر داشت. وی در ۱۴ سالگی تیم انتخابی کریکت مدرسه را تشکیل داد و به دلیل توانایی فنی و دفاعی خود که با وودفول مقایسه می‌شد، مورد توجه قرار گرفت. میلر توسط باشگاه کریکت St Kilda رد شد، بنابراین در مسابقات منطقه ای به ملبورن جنوبی پیوست.

## باشگاه کریکت

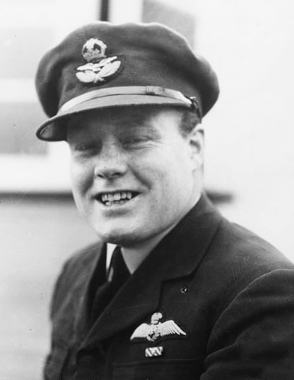
کیت تروسکوت، کاپیتان و مربی کریکت دانش آموز میلر.

در جنوب ملبورن بود که میلر با یان جانسون و لیندسی هاست، هم تیمی‌ها و کاپیتان‌های آینده خود در استرالیا دیدار کرد. میلر ۲۸ گل شکست ناپذیر را برای جلوگیری از باخت به ثمر رساند و بعداً از این تجربه به عنوان گسترش دهنده افق دید خود نسبت به فرهنگهای دیگر یاد کرد.
در طول سال ۱۹۳۶ میلر دچار جهش ناگهانی قد شد، از جمله یک دوره سه‌ماهه که ۱۰ سانتیمتر (۳٫۹ اینچ) به قدش افزوده شد. او با پرخاشگری جسمی بیشتری به فوتبال پرداخت و توانایی جهش بالا و گرفتن علائم هوایی را پیدا کرد. افزایش قد باعث شد که میلر به طولانی‌ترین ضربه زن تیم مدرسه تبدیل شود. ۲۸ سانتیمتر (۱۱ اینچ) رشد در یک سال، میلر با بازگشت فصل بعد قابل شناختن نبود. سرانجام میلر به ۱۸۵ سانتیمتر (۶ فوت ۱ اینچ) رسید قد، و نتوانست سوارکاری را ادامه دهد، اگرچه او هرگز عشق خود را به مسابقه از دست نداد.

## آغازین نماینده
در آغاز فصل ۱۹۳۶ – ۳۷، میلر برای کلت‌ها، تیم زیر ۲۱ سال ایالتی که در سطح منطقه بازی می‌کرد ، انتخاب شد. در پایان سال تحصیلی ۱۹۳۶، میلر با گذراندن پنج درس از هشت درس، سال ۱۰ ام را به پایان رساند. وی که علاقه ای به تحصیل در دانشگاه نداشت، قبل از پایان سال تحصیل، مدرسه را رها کرد و به عنوان دفتریار در یک شرکت تجارت اتومبیل کار کرد. میلر احساس اطمینان کرد که می‌تواند در ورزش حرفه ای شود و بنابراین احساس کرد که ادامه تحصیل غیرضروری است.
میلر به عنوان یک فوتبالیست موفقیت بیشتری کسب کرد. در سال ۱۹۳۷، او به دنبال برادرانش لس و ری به باشگاه فوتبال برایتون در اتحادیه فوتبال ویکتوریا (VFA) پیوست. VFA رده دوم فوتبال قوانین استرالیا زیر لیگ فوتبال ویکتوریا (VFL) بود. میلر که یک مدافع بود، دو فصل ابتدایی خود را در کناره‌های زمین بازی کرد. او هنوز به اوج جسمی خود نرسیده بود و قدرت لازم برای بازی در موقعیت‌های دفاعی میانی را تا فصل سوم، در سال ۱۹۳۹ نداشت. در این مرحله او نتوانست به توانایی دویدن و ضربه دقیق خود اعتماد کند.

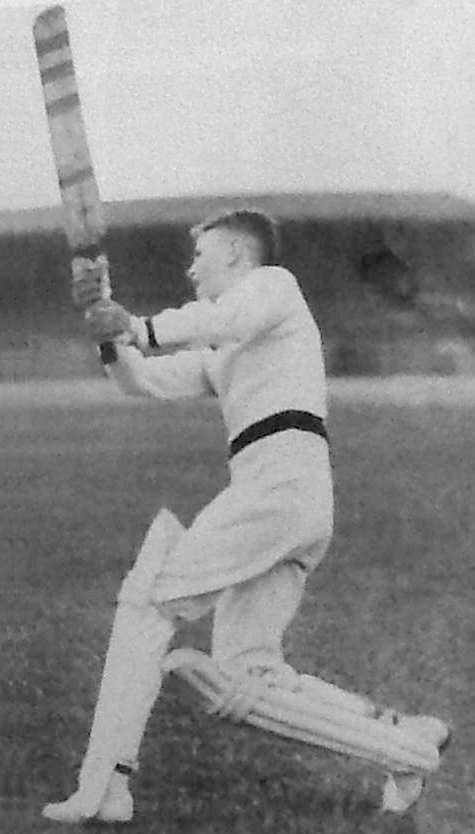
میلر در ۱۸ سالگی به عنوان کاور درایور بازی می‌کند.

### دستیابی به موفقیت در VFL
در سال ۱۹۴۰، میلر چهارمین فصل حضور خود را در VFA آغاز کرد. در مسابقه ای مقابل کوبورگ، که به عنوان یکی از تیم‌های قدرتمند در این رقابت‌ها به حساب می‌آمد، وی مقابل باب پرات قرار گرفت که به عنوان بزرگترین مهاجم دوران شناخته می‌شد. پرات در ده فصل برای ملبورن جنوبی ۶۷۸ گل در لیگ فوتبال ویکتوریا (VFL)، لیگ برتر فوتبال به ثمر رسانده بود و در هر سه فصل اخیر خود بیش از ۱۰۰ گل به ثمر رسانده بود. میلر برای این مسابقه پرات را به یک گل محدود کرد و به عنوان بهترین بازیکن زمین معرفی شد. در کوارتر سوم میلر پرات را به دو امتیاز محدود کرد و در کوارتر چهارم مانع از این شد که یک ضربه از جلو وارد شود. استعداد یابی از باشگاه VFL St Kilda درجا با میلر قرارداد بست. در واکنش به امضای میلر، The Age اظهار داشت که او "یکی از بازیکنان آینده دار برای ورود به لیگ است و می‌تواند در هر نقطه از دفاع بازی کند. این او بود که در مسابقه هفته گذشته باب پرات تنها با یک گل نگه داشت. "
در آن زمان، جنگ جهانی دوم آغاز شده بود و در اواسط سال ۱۹۴۰، فرانسه، بلژیک و هلند به دست آلمان نازی افتادند. استرالیا به آلمان اعلان جنگ داده بود و میلر می‌خواست به ارتش بپیوندد، اما سنت کیلدا به او گفت که اگر او در خارج از ویکتوریا مستقر شود، حرفه او به خطر می‌افتد. در نتیجه، میلر ثبت نام خود را به پایان فصل موکول کرد.
میلر که در پست مدافع بازی می‌کرد، در بازی پنجم خانگی خود مقابل کارلتون، در Junction Oval در تاریخ ۲۵ مه در St Kilda، در جناح نیمه دفاع بازی کرد. در ابتدای بازی، حریف میلر، ران کوپر کینگ، ضربه ای به او وارد کرد و او را مصدوم کرد. میلر در مورد این تجربه گفت: «من در یک یا دو ثانیه بیشتر از آنچه در یک سال داشتم یادگرفتم». وقتی سنت کیلدا در بازی برگشت در پرینس پارک با کارلتون ملاقات کرد، شانه میلر در دقیقه اول مسابقه با کوپر برخورد کرد و حریف خود را مجبور به ترک زمین کرد. در مسابقه ای با ریچموند، میلر توسط جک دایر، معروف به کاپیتان خون، هدف جسمی قرار گرفت. با این حال، دایر لیز خورد و میلر را از دست داد. در یک بازی، میلر به دلیل مخالفت با اعلام گل داور اخراج شد. سنت کیلدا به مقام دوم رسید، بنابراین آنها به مرحله نهایی نرسیدند.

## یادداشت
1. ↑  Perry, p. 25.
2. ↑  Perry, p. 28.
3. ↑  Whitington, p. 49.
4. 1 2 3  Coleman, Robert (1993). Seasons In the Sun: The Story of the Victorian Cricket Association. Melbourne: Hargreen Publishing. pp. 473–478, 522–529. ISBN 0-949905-59-3.
5. 1 2  Perry, p. 29.
6. ↑  Mallett, p. 64.
7. ↑  Perry, p. 30.
8. ↑  Perry, p. 33.
9. ↑  Perry, p. 44.
10. ↑  Perry, p. 45.
11. ↑  Perry, p. 46.
12. 1 2  Perry, p. 47.
13. ↑  Main, Jim; Holmesby, Russell (1992). The encyclopedia of league footballers. Melbourne: Wilkinson. p. 269. ISBN 1-86337-085-4.
14. ↑  Perry, p. 48.
15. ↑  Perry, p. 49.